# Östlicher Lidder
Der Östliche Lidder (englisch „East Lidder River“) ist ein 23 km langer linker Nebenfluss des Lidder im Distrikt Anantnag des indischen Unionsterritoriums Jammu und Kashmir.

## Verlauf
Der Östliche Lidder verläuft in den westlichen Ausläufern des Himalaya. Er bildet den Abfluss des 3575 m hoch gelegenen Sheshnag-Sees. In diesen münden zwei gletschergespeiste Bäche. Der Östliche Lidder durchfließt in westsüdwestlicher Richtung ein Gebirgstal. Anfangs folgt ein unbefestigter Weg nördlich dem Flusslauf. Bei Flusskilometer 15 befindet sich der Ort Chandanwari oberhalb vom rechten Flussufer. Ab dort führt eine Straße talabwärts. Knapp 10 Kilometer oberhalb der Mündung liegt die Siedlung Phraslun unweit vom rechten Flussufer. Schließlich erreicht der Östliche Lidder die Kleinstadt Pahalgam, wo er auf den Westlichen Lidder, den Oberlauf des Lidder-Flusses, trifft. Die Mündung liegt auf einer Höhe von etwa 2134 m. Der Östliche Lidder besitzt ein etwa 228 km² großes Einzugsgebiet, das im äußersten Nordosten eine maximale Höhe von mehr als 5200 m erreicht.

## Tourismus
Von Chandanwari aus führt ein 31 km langer Pilgerweg den Östlichen Lidder entlang über den Sheshnag-See zur Pilgerstätte Amarnath.